# Letticia Viana
Pour les articles homonymes, voir Viana.
Letticia Antonella Viana  née le 15 avril 1985, est une arbitre de football eswatinienne.

## Biographie
Depuis 2015, elle figure sur la liste de la FIFA en tant qu'arbitre des matchs de football internationaux.
Viana arbitre un match à la Coupe d'Afrique des nations 2016 au Cameroun puis à la Coupe d'Afrique des nations 2018 au Ghana, et à la Coupe d'Afrique des Nations 2022 au Maroc où elle arbitre deux matchs en phase de groupes.
Elle est également nommée comme arbitre vidéo pour la Coupe du monde des moins de 17 2022 en Inde.